# المنظمة الوطنية للطيران المدني
المنظمة الوطنية للطيران المدني (بالإنجليزية: Agence nationale de l'aviation civile et de la météorologie)‏ هي المنظمة المسؤولة عن الطيران المدني في جزر القمر.

## تعليم
- الخطوط الجوية اليمنية الرحلة 626

## وصلات خارجية
- المنظمة الوطنية للطيران المدني (بالفرنسية)